# Antilope
Antilope là một chi động vật có vú trong họ Bovidae, bộ Artiodactyla. Chi này được Pallas miêu tả năm 1766. Loài điển hình của chi này là Capra cervicapra Linnaeus, 1758.

## Hình ảnh

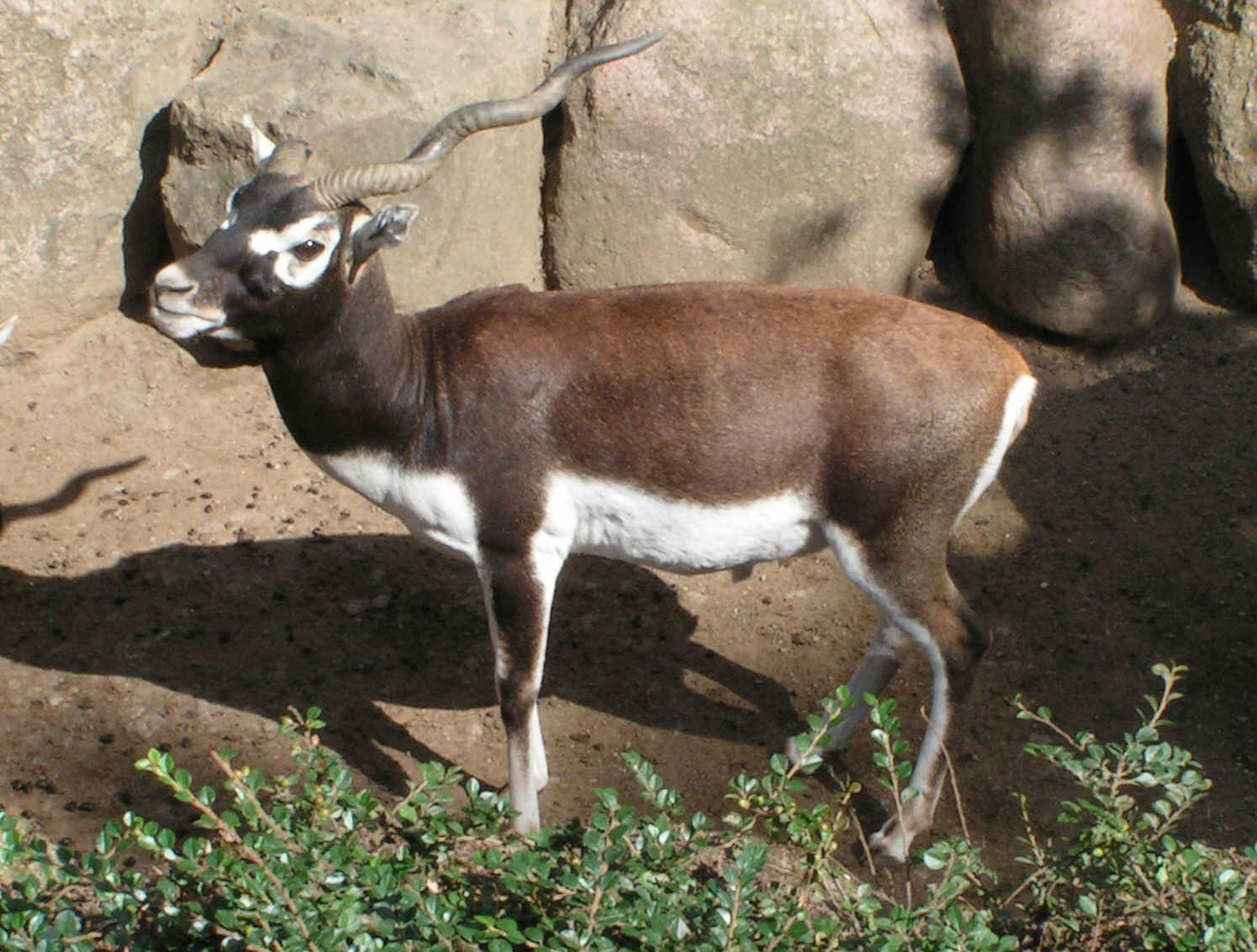
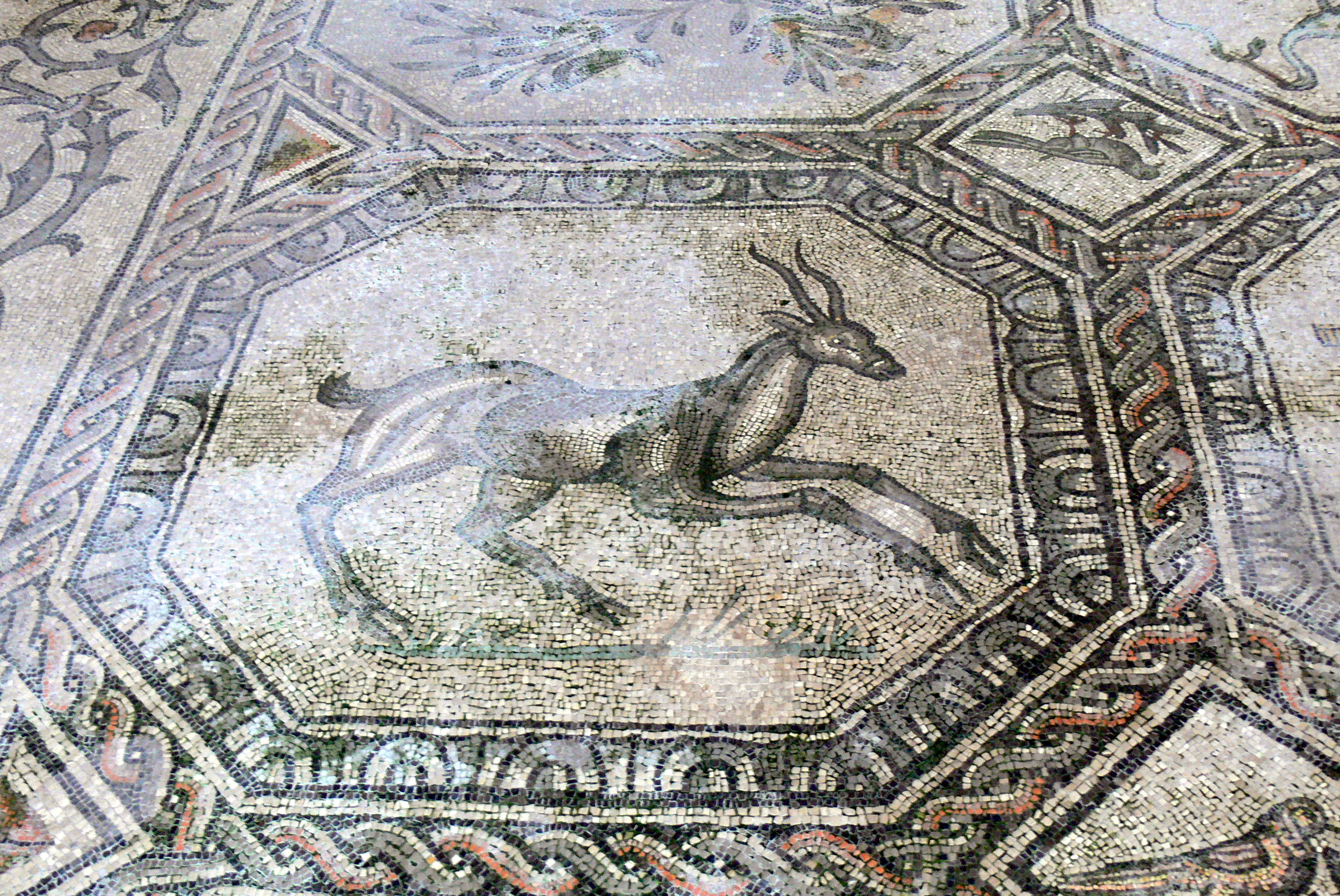
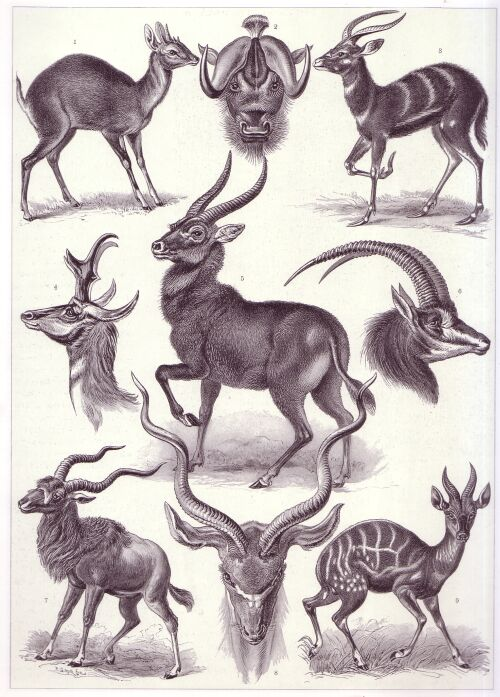

## Các loài
Chi này gồm các loài: